# Alluitsup Kangerlua
L'Alluitsup Kangerlua (o Agdluitsup Kangerdlua, danese Lichtenau Fjord) è un fiordo della Groenlandia di 40 km. Si trova a 60°36'N 45°25'O; appartiene al comune di Kujalleq.